# 이요시
이요시(일본어: 伊予市)는 일본 에히메현 주요 지방에 있는 시이다. 주요 지방 최서단에 위치하고 서쪽은 난요 지방이다.
가쓰오부시(가다랑어포) 공장이 여럿 입지하여 일본 전역에 판매되는 가쓰오부시 출하량의 60%를 이들 공장에서 생산하고 있다. 또 고시키하마를 포함한 해수욕장과 저녁 노을 등 아름다운 세토 내해가 도시의 관광 자원으로 경제를 지탱하고 있는 면도 크다.

## 지리
에히메현 중부에 위치하고 현청 소재지 마쓰야마시에서 남서쪽으로 약 10km 떨어져 있다. 도시의 서쪽은 북쪽의 군추에서 남쪽의 구 후타미정 시모나다까지 세토 내해의 해안을 포함한다. 구 이요시는 도고평야의 남서부에 자리잡고 있으며 시 남동쪽은 현 내륙의 산지에 해당하고 구 나카야마정 지역은 특히 꽤 산이 많다.

## 인접하는 자치체
- 북쪽: 이요군 마사키정
- 동쪽: 이요군 도베정
- 남쪽: 오즈시, 기타군 우치코정

## 역사
이요 지역에서 발견되는 고고학적인 유물들은 최소한 야요이 시대(기원전 300년~기원후 250년)부터 이곳에 사람이 살기 시작했음을 보여준다. 현재의 이요시의 기원은 1635년에 마쓰야마번에 속했던 이요가 오즈번에 편입되면서부터이다. 군추항은 이요 지방의 중심부로서 오즈번의 주요 교역항이 되었고 주변 지역은 번창하였다.
- 1889년 - 정촌제 시행으로 이요군 군추정, 군추촌, 미나미야마자키촌, 기타야마자키촌, 미나미이요촌이 탄생하였다.
- 1940년 - 군추정과 군추촌이 합병해 군추정이 되었다.
- 1955년 1월 1일 - 이요군 군추정, 기타야마자키촌, 미나미이요촌, 미나미야마자키촌이 합병해 시로 승격하여 이요시가 되었다.
- 2005년 4월 1일 - 이요군 나카야마정, 후타미정과 합병(신설 합병)해 새로운 이요시가 되었다.

## 경제

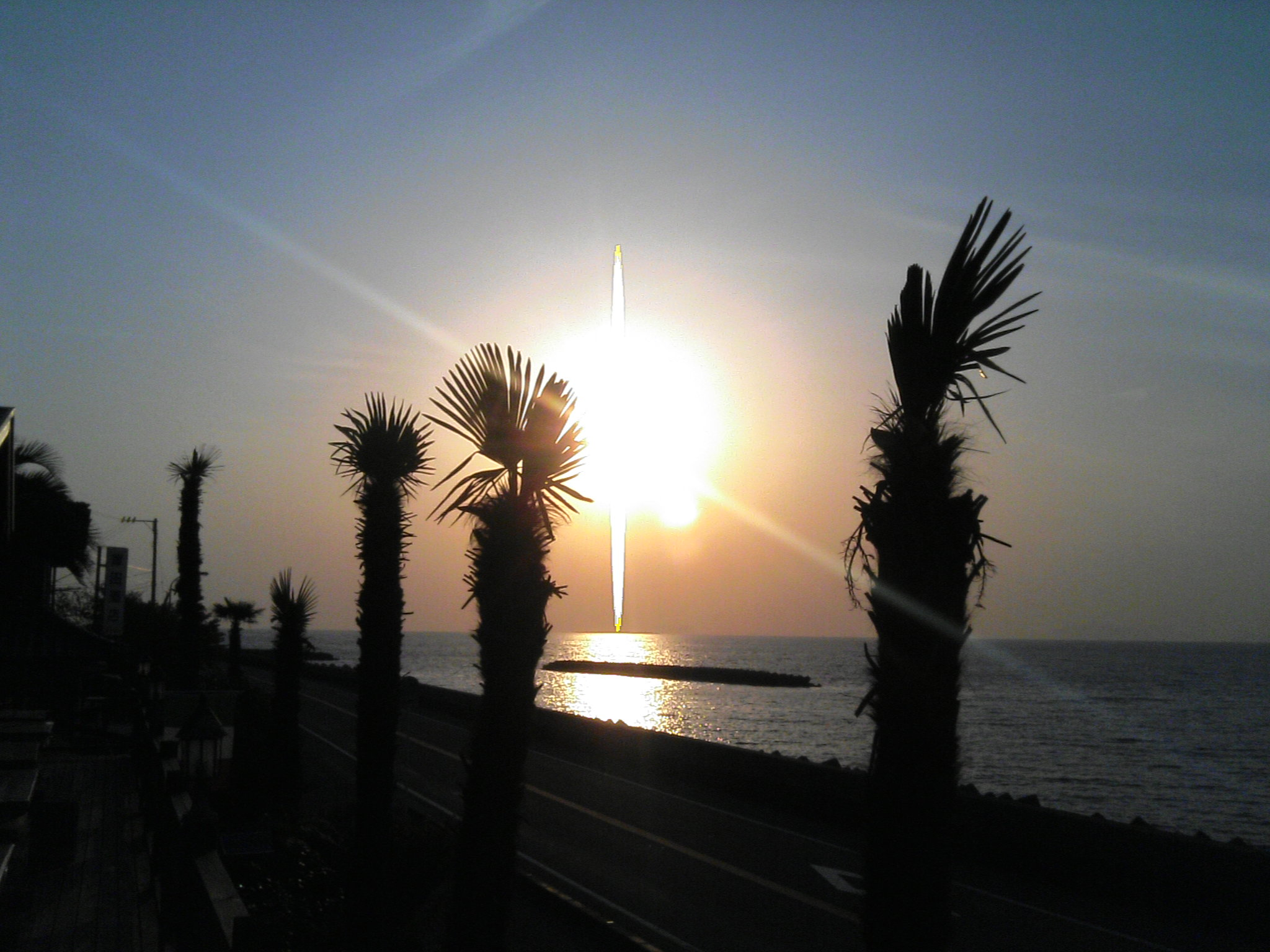
후타미 해안의 저녁 노을

이요시에는 가쓰오부시 제조업체들이 여럿 입지하고 있다. 다른 주요 생산품으로는 귤과 나카아먀 밤 등 채소와 과일이 있다. 또한 후타미는 아름다운 일몰로 관광객들을 불러모은다.

## 교통

### 철도
- 시코쿠 여객철도 요산선
- 이요 철도 군추선

### 도로
- 마쓰야마 자동차도
- 국도 56호선
- 국도 378호선

## 인구
| 연도 | 인구   | ±%     |
| ---- | ------ | ------ |
| 1920 | 37,394 | —      |
| 1930 | 39,638 | +6.0%  |
| 1940 | 39,469 | −0.4%  |
| 1950 | 52,614 | +33.3% |
| 1960 | 49,106 | −6.7%  |
| 1970 | 42,612 | −13.2% |
| 1980 | 42,843 | +0.5%  |
| 1990 | 41,516 | −3.1%  |
| 2000 | 40,505 | −2.4%  |
| 2010 | 38,022 | −6.1%  |